# Jürgen Ponto
Jürgen Ponto, född 17 december 1923 i Bad Nauheim (Hessen), död 30 juli 1977 i Frankfurt am Main, var chef för storbanken Dresdner Bank. Han mördades av Röda armé-fraktionen.

## Aktion Roter Morgen
Den 30 juli 1977 inträdde tre medlemmar ur Röda armé-fraktionen – Susanne Albrecht, Brigitte Mohnhaupt och Christian Klar – i Pontos bostad under falska anspelningar. En fjärde RAF-medlem, Peter-Jürgen Boock, väntade i flyktbilen.
Utan förvarning sköt Klar ett skott mot Ponto. Direkt därefter sköt Mohnhaupt fem skott som var dödliga. Ponto avled några timmar senare på Universitätsklinik Frankfurt.
I filmen Der Baader Meinhof Komplex från 2008 spelas Jürgen Ponto av Hubert Mulzer.